# Lac Inkerman
Le lac Inkerman est un lac du Nouveau-Brunswick. Il est formé par la confluence de la rivière Pokemouche et de la rivière Waugh. Il mesure un peu plus de 3 kilomètres de long par presque 2 kilomètres de large. Sur ses berges se trouvent les villages d'Inkerman, d'Évangéline et de Pokemouche.